# La guagua
La guagua fue un programa infantil de Televisión Española presentado por Torrebruno que se estrenó el 29 de septiembre de 1975 y se mantuvo dos temporadas en antena, hasta 1977.

## Formato
La guagua, canarismo de origen americano con que se conoce a los autobuses en Canarias, recorría España en busca de juegos, bailes, canciones y toda clase de entretenimientos.
En una maravillosa estación les esperaba el jefe de estación Rocky Capuchetto, interpretado por Torrebruno. Mientras aguardaban la llegada de La guagua, Torrebruno amenizaba la espera con sus canciones, intercalándose episodios de dibujos animados y películas.
Cuando por fin llegaba La guagua, el conductor, Don Redondón, y su ayudante, Linda, presentaban a los niños que habían recogido por el camino.
A lo largo del programa que se emitía los sábados por la mañana y duraba más de dos horas, se sucedían también las actuaciones de grupos, colegios y niños y niñas que sabían cantar y bailar.

## Reparto
- Torrebruno - (Rocky Capuchetto)
- Manuel de la Rosa - (Don Redondón)
- Paula Gardoqui - (Linda)
- Raquel Rojo - (Fermina)